# Thorn
Thorn sau þorn (Þ, þ) este o literă a alfabetului latin, folosită în limbile engleză veche și islandeză. A fost în uz și în Scandinavia în timpul Evului Mediu, dar a fost înlocuită ulterior cu th și apoi cu t. A originat din runa ᚦ din futhark vechi, numită thorn prin anglosași și thurs (gigant) în poeme runice din Scandinavia. Numele reconstruit al literei este thurisaz.
Litera thorn poate să ia două sunete: o consoană fricativă dentală surdă (AFI: [θ]), sau o consoană fricativă dentală sonoră (AFI: [ð]). În limba islandeză modernă folosirea este limitată doar la primul sunet. Forma sonoră este reprezintată cu litera eth (Ð, ð), totuși eth poate să fie surdă, depinzând de amplasarea ei în cadrul propoziției.
În tipografie litera thorn este unul din câteva semne din alfabete derivate din cel latin, unde o minusculă modernă este mai mare decât majuscula.

## Folosire

### Engleza veche
Thornul a fost folosit în limba engleză în primul rând ca o parte de fuþorc anglosaxon și apoi în alfabetul latin, împreuna cu Ð pentru a reprezinta consoane fricative dentale, care nu au existat în limba latină. Spre deosebire de ethul, thornul a rămas în uz în timpul perioadei de engleza medie. Thornul cu o bară stricată () a fost o abreviere populară pentru cuvântul that (acel).

### Engleza medie
Digraful modern th a crescut în popularitate în timpul secolului XIV. În același timp, forma thornului a devenit mai puțin distinctivă – litera a pierdut partea superioară a barei sale, devenindu-se similară cu literă Ƿ (concediată în jurul anului 1300) și uneori în scris de mână devenindu-se imperceptibilă din litera Y. Thornul a supraviețuit până la începuturile perioadei de engleza modernă timpurie, când a fost finalmente înlocuit cu th.

### Islandeza
În islandeză, thornul reprezintă sunetul [θ] și este cea de-a 31-a litera din ordine alfabetică. Este folosită în aproximativ 1.6% de cuvinte islandeze.

## Pe calculator
Thornul este disponibil pe calculator pentru că face parte din Unicode. Codurile sunt U+00DE pentru majusculă și U+00FE pentru minusculă. Poate să fie tastat pe tastatură standard islandeză folosind combinația tastelor cu Ctrl, sau pe tastatură internațională folosind combinația cu AltGr, dar nu este disponibil direct pe majoritatea tastaturilor.